# Kim Jung-ya
Kim Jung-Ya (Hyogo, 17 de maio de 1988) é um futebolista japonês que atua como defensor.

## Carreira
Kim Jung-Ya começou a carreira no Gamba Osaka.

## Títulos
Gamba Osaka
- J-League 2014: 2014
- Copa do Imperador: 2014
- Copa da Liga Japonesa: 20014,